# Кушманське городище

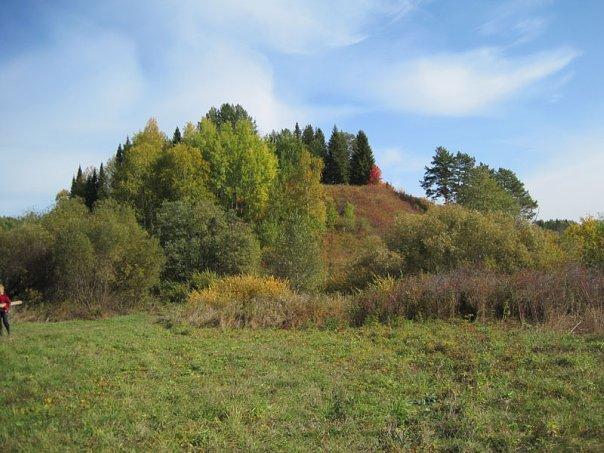
Кушманське городище

Кушма́нське городи́ще (Учкакар) — середньовічне родо-племінне поселення Чепецької культури на території сучасної Удмуртії, (Росія). Знаходиться біля колишнього села Кушман Ярського району на правому березі річки Чепца. Поселення існувало в IX—XIV столітті.
Городище має площу приблизно 14 км². За даними М. Г. Іванової, поселення підтрикутної форми. Система оборони городища має 2 вали-рови, довжина яких 94 та 126 м відповідно, а відстань між ними 100 м.
За різними типологіями городищ Чепецької культури, Кушманське відноситься або до ремісницьких центрів з культурним шаром (за М. Г. Івановою), або до системи оборони (за О. Н. Кириллов). П. О. Раппопорт та О. В. Куза відносять Кушманське городище до першого типу поселень, головною ознакою якого стала невелика площа центрального майдану.